# 娄学熙
娄学熙（英語：Lou，Herbert H.，1894年—？）字穆清，吉林宾县人，中华民国政治人物、法学家。

## 生平
娄学熙毕业于北京大学，留学美国哈佛大学获硕士学位，后在哥伦比亚大学获博士学位。回到中国后，任东北大学教授，又任第三、四方面军团部秘书，再任通辽县知事、抚顺县长。1930年1月到1932年7月6日，任北平市社会局局长。1932年，任燕京大学教授，寄籍北平，住在帅府胡同4号。
1937年2月，臧启芳遵教育部之命在河南开封商借河南大学校舍，暂设东北大学办事处。2月20日到开封后，臧启芳代校长兼文学院院长，聘白世昌为法学院院长，并在2月20日开学。6月30日，在开封的文学院、法学院迁到陕西西安，和工学院集中于一处。7月卢沟桥事变后，在北平的东北大学文学院、法学院学生大部分直接参加抗日战争，另有部分学生来到西安东北大学就学。8月，东北大学聘李光忠为经济学系主任兼文学院院长，聘娄学熙为秘书长兼政治学系主任。
1938年3月，东北大学开始迁往四川，5月在四川三台复课。1941年7月，奉教育部令，法学院恢复法律学系，设新生院。8月聘娄学熙接任法学院院长。12月遵南京政府教育部令将法学院改称为法商学院。
娄学熙安葬在北平东北义园。

## 著作
- Herbert H. Lou, Juvenile Courts in the in the the United States, Chapel Hill: The University of North Carolina Press, 1927.
- 池泽汇、娄学熙、陈问咸编，北平市工商业概况，北平市社会局，1932年
- 娄学熙，北京市工商业指南，北平市社会局，1932年

## 家庭
- 妻：刘滌华，比娄学熙先卒。1945年10月安葬在北平东北义园。[3]